# Calamus essigii
Calamus essigii là loài thực vật có hoa thuộc họ Arecaceae. Loài này được W.J.Baker mô tả khoa học đầu tiên năm 2002.